# Zwanenbroedershuis

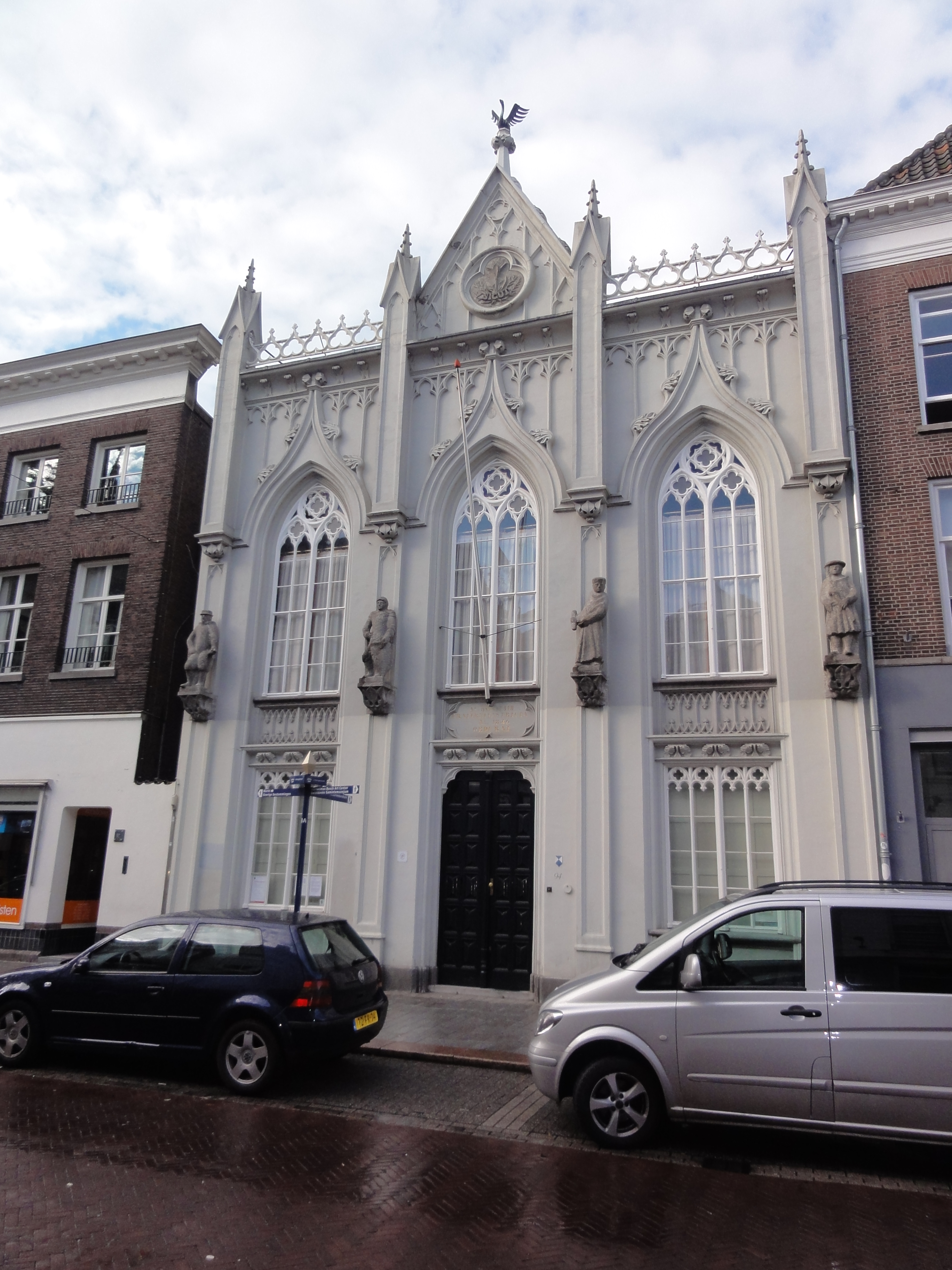
Fasada budynku

Zwanenbroedershuis – budynek w ’s-Hertogenbosch przy Hinthamerstraat 74. Stanowi siedzibę Stowarzyszenia Łabędzich Braci – najstarszego, ciągle działającego, stowarzyszenia w Holandii.
Obiekt pochodzi z 1846 i został zbudowany w stylu neogotyku angielskiego. Elewację wieńczy figura łabędzia. Wewnątrz zgromadzono bardzo cenną kolekcję nut oraz ksiąg muzycznych z XV-XVI wieku. 